# Тревор Летовскі
Тревор Летовскі (англ. Trevor Letowski, нар. 5 квітня 1977, Тандер-Бей) — колишній канадський хокеїст, що грав на позиції крайнього нападника. Грав за збірну команду Канади.
Провів понад 600 матчів у Національній хокейній лізі. 

## Ігрова кар'єра
Хокейну кар'єру розпочав 1994 року.
1996 року був обраний на драфті НХЛ під 174-м загальним номером командою «Фінікс Койотс». 
Протягом професійної клубної ігрової кар'єри, що тривала 14 років, захищав кольори команд «Фінікс Койотс», «Ванкувер Канакс», «Колумбус Блю-Джекетс», «Кароліна Гаррікейнс», «Фрібур-Готтерон» та «Барис».
Загалом провів 633 матчі в НХЛ, включаючи 17 ігор плей-оф Кубка Стенлі.
Виступав за збірну Канади, провів 9 ігор в її складі.

## Тренерська робота
У сезоні 2010/11 тренував клуб у якому розпочинав свою ігрову кар'єру «Сарнія Стінг» (ОХЛ). 
У 2014 привів до бронзових нагород юніорського чемпіонату світу збірну Канади. 

## Нагороди та досягнення
Чемпіон світу серед молодіжних команд 1997.

## Статистика

### Клубні виступи
| Сезон        | Клуб                   | Ліга         | Регулярний сезон | Регулярний сезон | Регулярний сезон | Регулярний сезон | Регулярний сезон | Плей-оф | Плей-оф | Плей-оф | Плей-оф | Плей-оф |
| Сезон        | Клуб                   | Ліга         | І                | Г                | П                | О                | ШХ               | І       | Г       | П       | О       | ШХ      |
| ------------ | ---------------------- | ------------ | ---------------- | ---------------- | ---------------- | ---------------- | ---------------- | ------- | ------- | ------- | ------- | ------- |
| 1994–95      | «Сарнія Стінг»         | ОХЛ          | 66               | 22               | 19               | 41               | 33               | 4       | 0       | 1       | 1       | 9       |
| 1995–96      | «Сарнія Стінг»         | ОХЛ          | 66               | 36               | 63               | 99               | 66               | 10      | 9       | 5       | 14      | 10      |
| 1996–97      | «Сарнія Стінг»         | ОХЛ          | 55               | 35               | 73               | 108              | 51               | 12      | 9       | 12      | 21      | 20      |
| 1997–98      | «Спрінгфілд Фелконс»   | АХЛ          | 75               | 11               | 20               | 31               | 26               | 4       | 1       | 0       | 1       | 2       |
| 1998–99      | «Фінікс Койотс»        | НХЛ          | 14               | 2                | 2                | 4                | 2                | —       | —       | —       | —       | —       |
| 1998–99      | «Спрінгфілд Фелконс»   | АХЛ          | 67               | 32               | 35               | 67               | 46               | 3       | 1       | 0       | 1       | 2       |
| 1999–00      | «Фінікс Койотс»        | НХЛ          | 82               | 19               | 20               | 39               | 20               | 5       | 1       | 1       | 2       | 4       |
| 2000–01      | «Фінікс Койотс»        | НХЛ          | 77               | 7                | 15               | 22               | 32               | —       | —       | —       | —       | —       |
| 2001–02      | «Фінікс Койотс»        | НХЛ          | 33               | 2                | 6                | 8                | 4                | —       | —       | —       | —       | —       |
| 2001–02      | «Ванкувер Канакс»      | НХЛ          | 42               | 7                | 10               | 17               | 15               | 6       | 0       | 1       | 1       | 8       |
| 2002–03      | «Ванкувер Канакс»      | НХЛ          | 78               | 11               | 14               | 25               | 36               | 6       | 0       | 1       | 1       | 0       |
| 2003–04      | «Колумбус Блю-Джекетс» | НХЛ          | 73               | 15               | 17               | 32               | 16               | —       | —       | —       | —       | —       |
| 2004–05      | «Фрібур-Готтерон»      | НЛА          | 9                | 5                | 4                | 9                | 6                | —       | —       | —       | —       | —       |
| 2005–06      | «Колумбус Блю-Джекетс» | НХЛ          | 81               | 10               | 18               | 28               | 36               | —       | —       | —       | —       | —       |
| 2006–07      | «Кароліна Гаррікейнс»  | НХЛ          | 61               | 2                | 6                | 8                | 18               | —       | —       | —       | —       | —       |
| 2007–08      | «Кароліна Гаррікейнс»  | НХЛ          | 75               | 9                | 9                | 18               | 30               | —       | —       | —       | —       | —       |
| 2008–09      | «Барис»                | КХЛ          | 37               | 7                | 7                | 14               | 30               | 3       | 1       | 0       | 1       | 2       |
| 2009–10      | «Барис»                | КХЛ          | 54               | 3                | 10               | 13               | 24               | 3       | 0       | 0       | 0       | 0       |
| Усього в НХЛ | Усього в НХЛ           | Усього в НХЛ | 616              | 84               | 117              | 201              | 209              | 17      | 1       | 3       | 4       | 12      |
| Усього в КХЛ | Усього в КХЛ           | Усього в КХЛ | 91               | 10               | 17               | 27               | 54               | 6       | 1       | 0       | 1       | 2       |

### Збірна
| Рік                | Команда            | Турнір             | І | Г | П | О | ШХ |
| ------------------ | ------------------ | ------------------ | - | - | - | - | -- |
| 1997               | Канада             | МЧС                | 7 | 2 | 1 | 3 | 4  |
| 2000               | Канада             | ЧС                 | 9 | 0 | 2 | 2 | 6  |
| Молодіжна збірна   | Молодіжна збірна   | Молодіжна збірна   | 7 | 2 | 1 | 3 | 4  |
| Національна збірна | Національна збірна | Національна збірна | 9 | 0 | 2 | 2 | 6  |